# Stenotarsus validicornis
Stenotarsus validicornis es una especie de coleóptero de la familia Endomychidae.

## Distribución geográfica
Habita en Colombia la Guayana francesa, Panamá y   México.